# Hermann Stilke

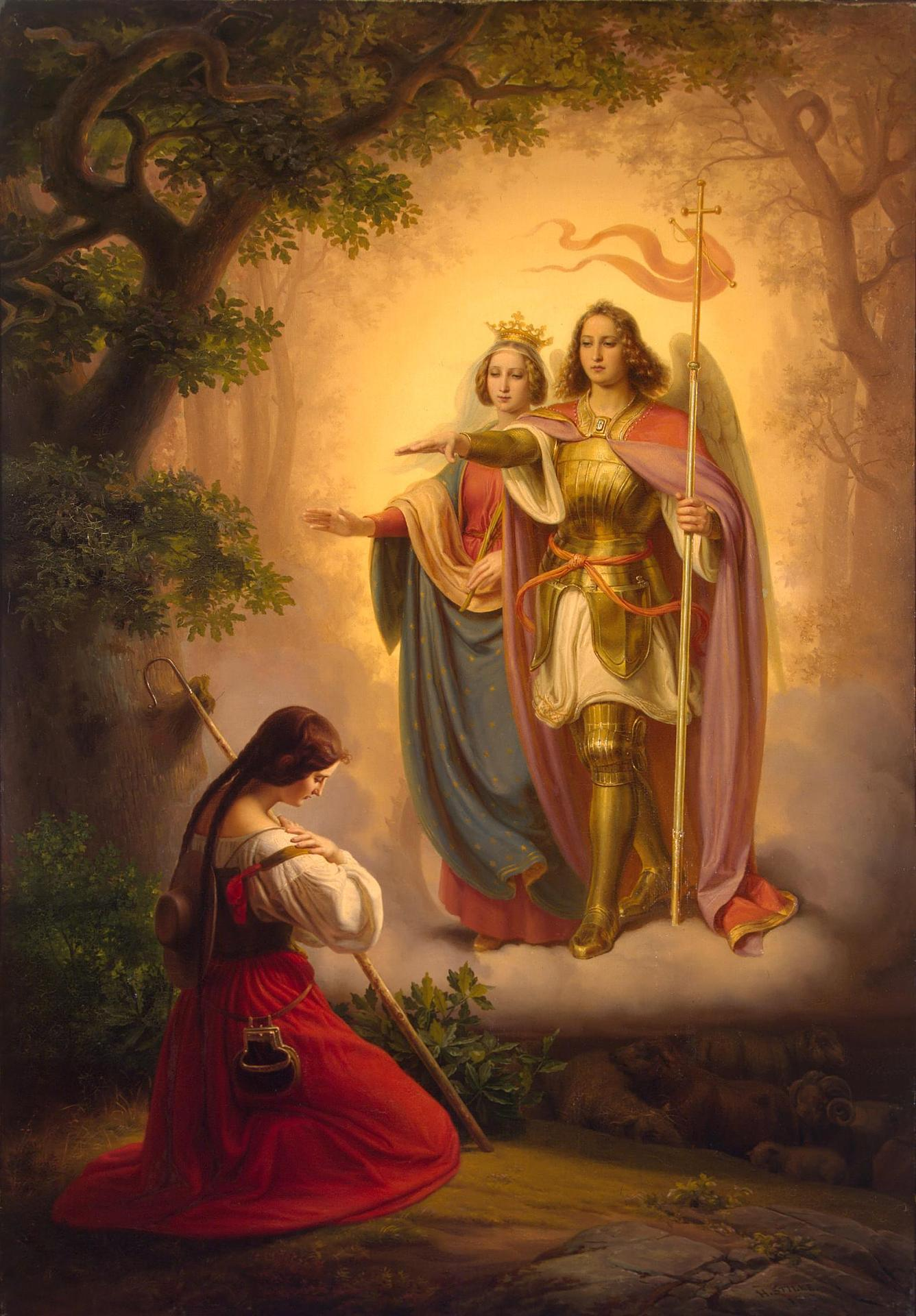
Jeanne d’Arc

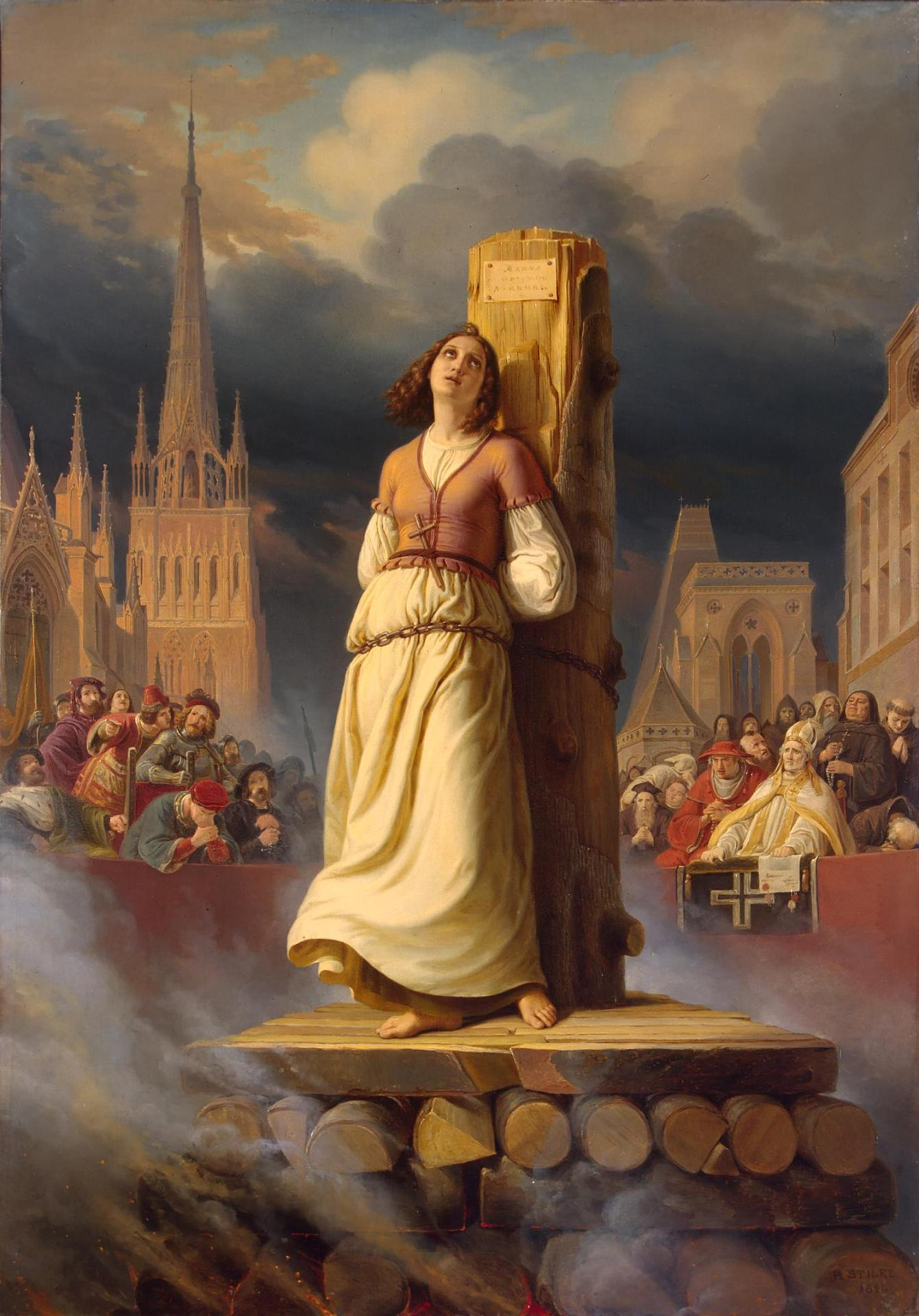
Tod des Mädchens Jeanne d’Arc

Anton Hermann Stilke (* 29. Januar 1803 in Berlin; † 22. September 1860 ebenda) war ein deutscher Maler.

## Leben
Stilke studierte an der Berliner Akademie der Künste bei Carl Wilhelm Kolbe d. J. und wechselte 1821 an die Münchner Kunstakademie zu Peter von Cornelius. Mit diesem ging er an die Kunstakademie Düsseldorf und malte zusammen mit Karl Stürmer im „Assisensaal“ in Koblenz das (unvollendete) Jüngste Gericht. Später schmückte er die Arkaden im Münchner Hofgarten mit mehreren Fresken aus.
1827 unternahm Stilke eine Studienreise durch Oberitalien und im darauffolgenden Jahr ging er nach Rom. 1833 kehrte er nach Düsseldorf an die Akademie unter Wilhelm von Schadow zurück, wo er von 1839 bis 1843 ein Lehramt innehatte. Von 1842 bis 1846 arbeitete Stilke im Rittersaal des Schlosses Stolzenfels an den sechs Rittertugenden in großen Wandbildern. 1850 ließ sich Stilke in Berlin nieder, wo er 1854 Professor an der Akademie der Künste wurde, deren Mitglied er bereits seit 1835 war. Seit 1820 beteiligte er sich an deren Ausstellungen mit Ölgemälden, Zeichnungen und Skizzen für Wandgemälde.
Hermann Stilke starb 1860 im Alter von 57 Jahren in Berlin und wurde auf dem St.-Matthäus-Kirchhof in Schöneberg beigesetzt. Das Grab ist nicht erhalten geblieben.
Seine Schülerin und seit Anfang der 1830er Jahre Ehefrau Hermine Stilke (1804–1869), geborene Peipers, hat sich als talentvolle Zeichnerin und Aquarellmalerin bekannt gemacht. Sein Sohn Georg Stilke war ein Buchhändler und Verleger.

## Werke
Ölgemälde
- Kreuzfahrerwacht (1834),
- St. Georg mit dem Engel,
- Pilger in der Wüste (Nationalmuseum in Posen, Muzeum Narodowe w Poznaniu)
- Die Jungfrau von Orléans,
- Die letzten Christen in Syrien (1841, Museum in Königsberg),
- Raub der Söhne Eduards (Nationalgalerie in Berlin).

Fresken und Wandmalereien
- Beteiligung an der Ausführung der Fresken von Peter von Cornelius in der Glyptothek und in der Alten Pinakothek in München
- 1843–1847 Wandmalereien im kleinen Rittersaal von Schloss Stolzenfels in Koblenz im Auftrag des preußischen Königs Friedrich Wilhelm IV.
- um 1850 Wandmalereien im Südkuppelsaal des Neuen Museums in Berlin (Die Anerkennung des Christentums durch Konstantin (Kaiser Konstantin als Förderer des Christentums), Widukind vor Karl dem Großen, Theodosius der Große, Frau mit Vogelkäfig)
- Wandgemälde im Dessauer Theater
- Wandmedaillon Entführung der Europa im Teesalon des Berliner Stadtschlosses (Raum entworfen von Karl Friedrich Schinkel)

Illustrationen
- In: Robert Reinick: Lieder eines Malers mit Randzeichnungen seiner Freunde. 1836–1852.
  - Lieder eines Malers mit Randzeichnungen seiner Freunde. Schulgen-Bettendorff, Düsseldorf 1838. (farbige Mappen-Ausgabe. Digitalisierte Ausgabe der Universitäts- und Landesbibliothek Düsseldorf)
  - Lieder eines Malers mit Randzeichnungen seiner Freunde. Schulgen-Bettendorff, Düsseldorf 1838. (Digitalisierte Ausgabe der Universitäts- und Landesbibliothek Düsseldorf)
  - Lieder eines Malers mit Randzeichnungen seiner Freunde. Buddeus, Düsseldorf zw. 1839 und 1846. (Digitalisierte Ausgabe der Universitäts- und Landesbibliothek Düsseldorf)
  - Lieder eines Malers mit Randzeichnungen seiner Freunde. Vogel, Leipzig ca. 1852. (Digitalisierte Ausgabe der Universitäts- und Landesbibliothek Düsseldorf)
- In: Die Nibelungen. In Prosa übersetzt, eingeleitet und erläutert von Johannes Scherr. Wigand, Leipzig 1860. (Digitalisierte Ausgabe der Universitäts- und Landesbibliothek Düsseldorf)